# Neoalsomitra hederifolia
Neoalsomitra hederifolia är en gurkväxtart som först beskrevs av Joseph Decaisne, och fick sitt nu gällande namn av W.J.de Wilde och Duyfjes. Neoalsomitra hederifolia ingår i släktet Neoalsomitra och familjen gurkväxter. Inga underarter finns listade i Catalogue of Life.